# Gordon Wilson (Politiker, 1938)
Gordon Wilson (* 16. April 1938 in Govan; † 25. Juni 2017) war ein britischer Politiker der Scottish National Party (SNP).

## Leben
Aus Glasgow kommend zog Wilson zu Beginn der 1960er Jahre mit seiner Ehefrau Edith und seinen beiden Töchtern nach Paisley. Ab 1963 war er dort als Solicitor, zuletzt zwischen 1971 und 1974 für T.F. Reid & Donaldson tätig. Wilson verstarb am 25. Juni 2017 nach kurzer Krankheit.

## Politischer Werdegang
In den 1960er Jahren fungierte Wilson als Parteisekretär der SNP. Um diese Zeit war er auch eine der treibenden Kräfte hinter der Aktion It’s Scotland’s oil, die maßgeblich am Aufstieg der SNP beteiligt war. In den 1980er Jahren war Wilson Vorsitzender der SNP und wurde 1990 von Alex Salmond abgelöst.
Nachdem der Labour-Politiker George Thomson, welcher den Wahlkreis Dundee East seit 1952 im House of Commons vertreten hatte, 1973 zum EU-Kommissar bestellt worden war, gab er sein Mandat zurück, weshalb in dem Wahlkreis Nachwahlen vonnöten waren. Zu diesen stellte die SNP Wilson auf. Bei den am 1. März 1973 abgehaltenen Wahlen konnte sich Wilson jedoch nicht gegen den Labour-Kandidaten George Machin durchsetzen.
Bei den folgenden regulären Wahlen im Februar 1974 bewarb sich Wilson abermals um das Mandat von Dundee East. Nach Stimmgewinnen setzte er sich dieses Mal gegen Machin durch und zog in der Folge erstmals in das britische Unterhaus ein. Bei den folgenden Wahlen im Oktober desselben Jahres. sowie 1979 und 1983 hielt er sein Mandat. Erst bei den Unterhauswahlen 1987 unterlag Wilson dem Labour-Kandidaten John McAllion und schied aus dem House of Commons aus. Im Parlament wurden 4417 Wortbeiträge Wilsons verzeichnet.

## Werke
- SNP the Turbulent Years 1960-1990 , ISBN 0-951-28207-7
- Pirates of the Air, 2011, ISBN 0-951-28208-5
- Scotland: The Battle for Independence: A History of the Scottish National Party 1990-2014, 2014, ISBN 0-957-22853-8